# Gruba Kaśka ở Tłomackie
Kaśka Béo (tiếng Ba Lan: Gruba Kaśka) ở Tłomackie là tên thông dụng cho một cái giếng mang phong cách tân cổ điển có nguồn gốc từ thế kỷ 18, nằm ở phố Tłomackie, giữa Đại lộ "Solidarności" gần ngã tư với đường Generała Władysława Andersa, Warszawa, Ba Lan.
Nó được xây dựng vào năm 1787 và được thiết kế bởi Szymon Bogumił Zug tại quảng trường Tłomackim, ở trung tâm của Tłumackie jurydyka. Tòa nhà có hình dạng của một hình trụ. Nó được trang trí với các tấm mộc và có một mái nhà nhọn với một quả bóng mạ vàng. Giếng là một trong số ít giếng nước được xây dựng ở giai đoạn đó tại Warsaw.
Đã có nhiều cuộc chiến đấu và nhiều công trình bị hủy diệt đáng kể xung quanh nó trong Chiến tranh thế giới lần II, đáng chú ý là trong Khởi nghĩa Warszawa và sự phá hủy Giáo đường Do Thái lớn liền kề của người Đức vào tháng 5 năm 1943. Ngay sau chiến tranh, từ năm 1947 đến 1949, con đường xung quanh nó (lúc đó là đường Leszno) đã được mở rộng để tạo ra Trasa WZ băng qua đường lớn. Mặc dù chứng kiến tất cả những biến cố này, tòa nhà vẫn gần như không thay đổi.
Một cải tạo vào năm 2004 đã khôi phục diện mạo ban đầu của nó, bao gồm việc xây các cửa sổ và củng cố nền móng của nó.